# كافولينينات
الكافولينينات (الاسم العلمي: Cavolinioidea) هي فوق فصيلة من الرخويات تتبع رتيبة جناحيات الأرجل القوقعية من رتبة جناحيات الأرجل.

## فصائل
- الكافولينية
- اللماسينية

## أجناس
- الكافولينة
- اللماسينة